# 山之内 (企業)
山之内株式会社 (やまのうち　英文商号：Yamanouchi Co.,Ltd )は、京都府京都市上京区に本社をおく、着物を中心とした製造・販売を行う企業。

## 技法
京友禅の手描き染め技法の1つ、「糊糸目友禅」にて製造・販売を行う。

## 受賞
- 楽天市場ショップオブザイヤー「スーパーオークション賞」受賞[2]
- 工芸染匠作品展覧会「経済産業大臣賞」受賞[3]
- 工芸染匠作品展覧会「近畿経済産業局局長賞受賞3回[4]
- 工芸染匠作品展覧会「京都府知事賞受賞[5]
- 工芸染匠作品展覧会「その他多数受賞[6]
- 京都工芸染匠「全国きものデザインコンクール」受賞作品を製造[7]

## 出展
- 東京ガールズコレクション2010「京都市×TGC きものコレクション」[8][9]
- 雅風展5回[10]
- スヌーピージャパネスク日本の匠展[11]